# Жировський Врх Светега Антона
Жировський Врх Светега Антона (словен. Žirovski Vrh Svetega Antona) — поселення в общині Гореня вас-Поляне, Горенський регіон, Словенія. Висота над рівнем моря: 693,3 м.